# Lezioni di felicità - Odette Toulemonde
Lezioni di felicità - Odette Toulemonde (Odette Toulemonde) è un film del 2006 scritto e diretto da Éric-Emmanuel Schmitt, tratto da un romanzo dello stesso autore: in Italia è uscito nel marzo 2008.

## Trama
Odette Toulemonde è una donna di circa quarant'anni e lavora come commessa nel reparto profumi di un grande magazzino: vedova da dieci anni, vive a Charleroi, in una casa popolare, insieme ai due figli Rudy, un parrucchiere omosessuale, Sue Helen, diplomata e disoccupata, e a Polo, ragazzo di Sue Helen. Nonostante le difficoltà, Odette è felice e vive in un mondo tutto suo, fatto di ottimismo e buonumore.
Deve il suo atteggiamento di grande positività soprattutto alla lettura dei romanzi di Balthazar Balsan, autore di best seller di grande successo: bello, ricco, famoso, sposato con una donna affascinante e padre di un ragazzino, l'autore è insicuro e cova in sé un cupo pessimismo e un malcelato malessere. Anche la sua carriera attraversa un momento di crisi: il suo ultimo romanzo è stato stroncato dal celebre critico parigino Olaf Pims e il suo editore ha minacciato di non pubblicare più le sue opere: inoltre, Balsan scopre che sua moglie Isabelle ha una relazione con Pims, il suo detrattore, e che il figlio François si vergogna di lui e usa il cognome di sua madre.
Dopo aver tentato il suicidio, lo scrittore trova nella tasca della sua giacca una lettera che Odette gli aveva consegnato in occasione della presentazione del suo ultimo libro, in cui gli confessa che è solo grazie ai suoi libri che ha trovato la forza di continuare a vivere dopo la morte di suo marito. Balsan decide di raggiungere la sua ammiratrice e si stabilisce per un periodo nel suo appartamento.